# Brodski Stupnik
Brodski Stupnik es un municipio de Croacia en el condado de Brod-Posavina.

## Geografía
Se encuentra a una altitud de 97 m s. n. m. a 175 km de la capital nacional, Zagreb.

## Demografía
En el censo 2011 el total de población del municipio fue de 3036 habitantes, distribuidos en las siguientes localidades:
- Brodski Stupnik -  1 586
- Krajačići -  118
- Lovčić - 63
- Stari Slatinik - 1 269

| Gráfica de población de 1857-2011                                   |
|                                                                     |
| Según los censos de población de la oficina estadística de Croacia. |